# Ваге Зироян
Ваге Зироян (арм. Վահե Զիրոյան; род. 3 декабря 1990, Ереван) — армянский актёр.

## Биография
Родился 3 декабря 1990 года в Ереване. С 1997 года учился в средней школе № 189 имени Самвела Горгяна. В 1998 году он был принят, в 2004 году окончил факультет ударных и фортепиано Музыкальной школы имени Авета Тертеряна. После окончания средней школы в 2007 году он сразу начал работать поваром.
Через год, в 2008 году он поступил на факультет экономики в университет «Айбусак» (Ереван). Затем в 2009 году сыграл в CFI в (Comedy Club), с которым успешно сотрудничал с клубом «32». Здесь и началась кинокарьера молодого артиста. В 2012 году поступил в Ереванский государственный камерный театр как актёр. В том же году он снялся в художественном фильме «Я».
В 2014 году снялся в художественном фильме Ара Ернджакяна «Жанна».
В 2015 году он снялся в художественном фильме «Засада», в том же году снялся в сериале «Чужая душа».
Ваге также снялся в различных музыкальных клипах, в том числе в клипе на песню Гарика Папояна «В моей голове». Хотя склонность артиста к музыке восходит к детству, только лишь в 2014 году 23-летний Ваге решил принять участие в музыкальном проекте «Голос Армении».
Помимо искусства, спорт — неотъемлемая часть жизни актёра. Предпочитает футбол, баскетбол, бокс, сумо, плавание.

## Творчество

### Театр
Ваге Зироян служит в Ереванском государственном камерном театре с 2012 года, где с его участием был поставлен ряд спектаклей, в том числе: «Правительственный концерт», «Албания +», «Признание в любви Еревану» и др.
Является резидентом юмористической программы Women`s club (Վումենս քլաբ) на телеканале «Шант» («Շանթ»).

### Актёрская карьера
1. 2012 — Художественный фильм «Я».
2. 2014 — Художественный фильм «Жанна».
3. 2015 — Художественный фильм «Засада».
4. 2015—2017 ситком «Каре Дард»
5. 2015 — Сериал «Чужая душа»
6. 2017 — сериал «Каваран».
7. 2017 — Сериал «Если я найду тебя».
8. 2017 — Сериал «Обратный отсчёт».
9. 2018 — Сериал «Кармир Блюр».
10. 2019—2020 — сериал «Двое»
11. 2020 — ситком «Почему женщины женщины»